# Gonomyia funesta
Gonomyia funesta là một loài ruồi trong họ Limoniidae. Chúng phân bố ở miền Cổ bắc.